# Robert Popov
Robert Popov (Strumica, Macedonia del Norte, 16 de abril de 1982) es un futbolista macedonio. Juega de defensa y su actual equipo es el AJ Auxerre de la Ligue 1 de Francia.

## Selección nacional
Ha sido internacional con la Selección de fútbol de Macedonia del Norte, ha jugado 15 partidos internacionales.

## Vida personal
Es hermano de mayor del también futbolista Goran Popov.

## Clubes
| Club              | País                | Año       |
| ----------------- | ------------------- | --------- |
| Belasica Strumica | Macedonia del Norte | 2000-2003 |
| Litex Lovech      | Bulgaria            | 2003-2008 |
| AJ Auxerre        | Francia             | 2008-     |